# Bosnië en Herzegovina op het Eurovisiesongfestival 2016

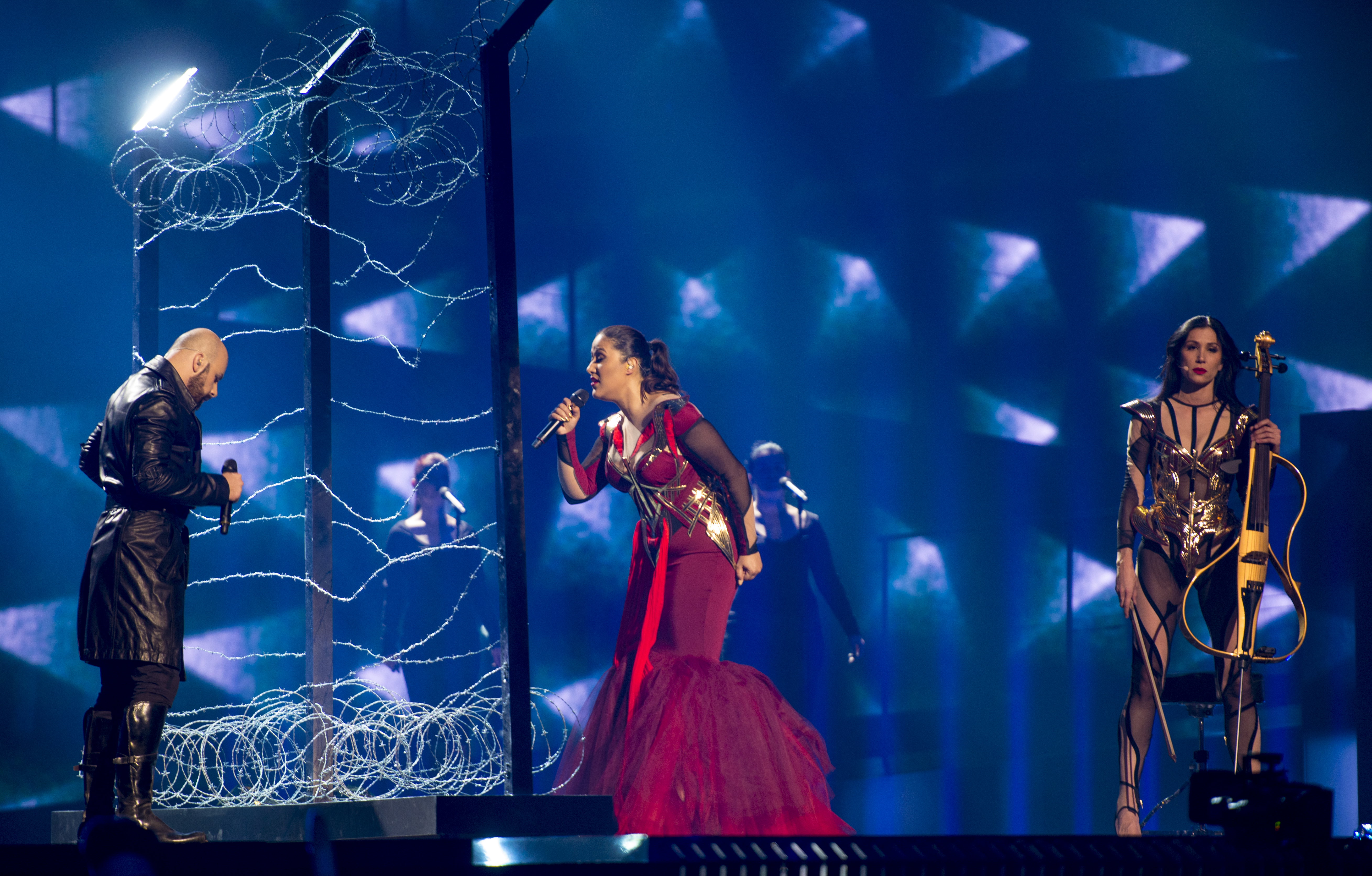
Bosnië en Herzegovina haalde voor het eerst in de geschiedenis de finale niet

Bosnië en Herzegovina nam deel aan het Eurovisiesongfestival 2016 in Stockholm, Zweden. Het was de 19de deelname van het land op het Eurovisiesongfestival. BHRT was verantwoordelijk voor de Bosnische bijdrage voor de editie van 2016.

## Selectieprocedure
Bosnië en Herzegovina nam in 2012 voor het laatst deel aan het Eurovisiesongfestival, en was vervolgens drie jaar afwezig wegens het onvermogen om een bijdrage te financieren. Op 24 november 2015 gaf BHRT aan voldoende sponsors te hebben gevonden om te kunnen deelnemen aan het festival in Stockholm. Reeds een dag later maakte de Bosnische openbare omroep bekend dat het intern had beslist wie namens het land naar Zweden mocht afreizen. Het ging om Dalal & Deen feat. Ana Rucner & Jala. Deen vertegenwoordigde zijn land reeds op het Eurovisiesongfestival 2004 in het Turkse Istanboel. Het nummer waarmee het kwartet naar Stockholm zal trekken, werd bekendgemaakt in een speciale televisieshow op 19 februari. Het kreeg als titel Ljubav je.

## In Stockholm
Bosnië en Herzegovina trad in de eerste halve finale op dinsdag 10 mei 2016 aan. Dalal & Deen feat. Ana Rucner & Jala traden als zeventiende van achttien acts op, net na Gréta Salóme uit IJsland en gevolgd door Ira Losco uit Malta. Bosnië en Herzegovina wist zich niet te plaatsen voor de finale.
1993 · 1994 · 1995 · 1996 · 1997 · 1998 · 1999 · 2000 · 2001 · 2002 · 2003 · 2004 · 2005 · 2006 · 2007 · 2008 · 2009 · 2010 · 2011 · 2012 · 2013-2015 · 2016 · 2017-2025
Albanië · Armenië · Australië · Azerbeidzjan · België · Bosnië en Herzegovina · Bulgarije · Cyprus · Denemarken · Duitsland · Estland · Finland · Frankrijk · Georgië · Griekenland · Hongarije · Ierland · IJsland · Israël · Italië · Kroatië · Letland · Litouwen · Macedonië · Malta · Moldavië · Montenegro · Nederland · Noorwegen · Oekraïne · Oostenrijk · Polen · Rusland · San Marino · Servië · Slovenië · Spanje · Tsjechië · Verenigd Koninkrijk · Wit-Rusland · Zweden · Zwitserland